# Pragmática Sanción de 1767

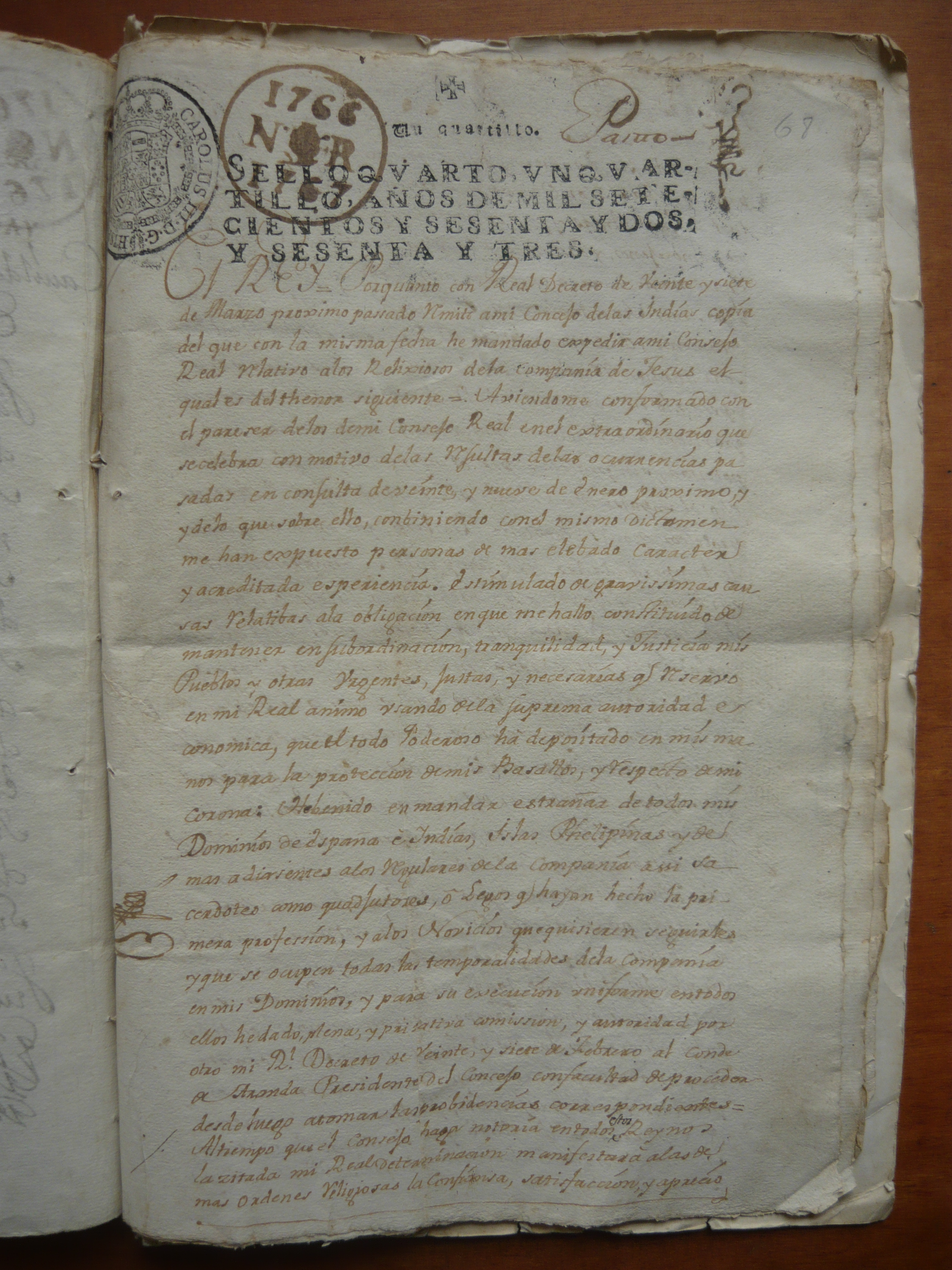
Pragmática Sanción 1767 (Cabildo de Pasto), San Juan de Pasto, Colombia.

La Pragmática Sanción de 1767 fue una orden del rey Carlos III por la que se dictaba la expulsión de los jesuitas de todos los dominios de la corona de España, incluyendo los de Ultramar, lo que suponía un número cercano a los 6000. Al mismo tiempo, se decretaba la incautación del patrimonio de la Compañía de Jesús. Previamente se había producido su expulsión de Portugal (1759), de Francia (1762), y posteriormente se produjo la supresión de la Compañía de Jesús por el papa (1773, breve apostólico Dominus ac Redemptor), aunque sobrevivió en Rusia y volvió a autorizarse por Pío VII en 1814.

## Antecedentes: el antijesuitismo delsigloXVIIIy el motín de Esquilache de 1766
La orden de los jesuitas desde su fundación por Ignacio de Loyola fue objeto de críticas en el seno de la propia Iglesia católica a causa fundamentalmente de las novedades que intentaba introducir en el catolicismo. También se despertaron recelos debido al éxito inmediato que cosecharon los jesuitas especialmente en el ámbito educativo.

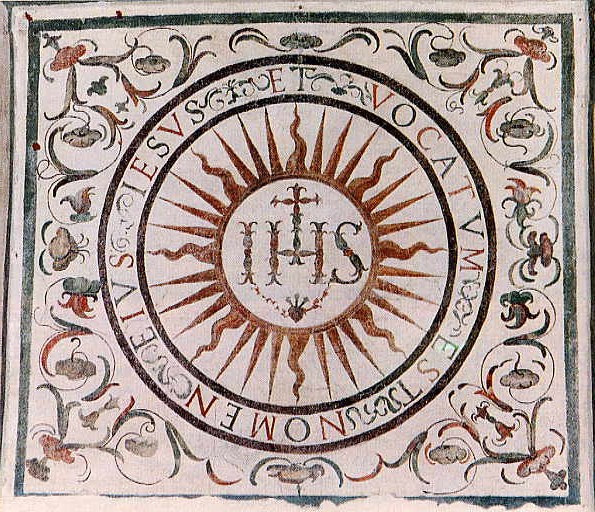
Una de las primeras versiones del sello de la Compañía de Jesús (Iglesia del Gesù, Roma). El trigrama "IHS", comprendido por las tres primeras letras griegas de "IHΣOYΣ" (Jesús).

Los monarcas católicos también desconfiaban de la Compañía de Jesús a causa del cuarto voto de la orden, que ordenaba la obediencia absoluta al papa, y de la doctrina del tiranicidio o regicidio que se atribuía a toda la orden aunque sólo la había defendido el sacerdote Juan de Mariana en su tratado De Rege, obra que fue quemada en público en París en 1610. A pesar de ello los jesuitas obtuvieron la confianza de muchos soberanos católicos que tomaron como confesores a algún miembro de la orden. La culminación de su ascensión "política" se produjo con la llegada de los borbones a la Monarquía de España ya que tanto Felipe V como Fernando VI tuvieron confesores jesuitas, el Padre Guillaume Daubenton y el Padre Francisco Rábago y Noriega, respectivamente —aunque ninguno de los dos fue un modelo de conducta—.
La difusión del jansenismo —doctrina y movimiento de una fuerte carga antijesuítica— y de la Ilustración a lo largo del siglo XVIII dejó desfasados ciertos aspectos del ideario jesuítico, especialmente, según Antonio Domínguez Ortiz, "sus métodos educativos, y en general, su concepto de la autoridad y del Estado. Una monarquía cada vez más laicizada y más absoluta empezó a considerar a los jesuitas no como colaboradores útiles, sino como competidores molestos". Y la llegada al trono del nuevo rey Carlos III en 1759 supuso un duro golpe para el poder y la influencia de la Compañía, pues el nuevo monarca no era nada favorable a los jesuitas, y, rompiendo la tradición de sus antecesores, nombró como confesor real al fraile descalzo Padre Eleta.
En la primavera de 1766 estalló el Motín de Esquilache cuyo trasfondo fue una crisis de subsistencias a consecuencia de un alza muy pronunciada del precio del pan. Los motines que se iniciaron en Madrid y luego se extendieron a otras ciudades fueron duramente reprimidos y el orden restablecido. En la "pesquisa" secreta llevada a cabo por el fiscal del Consejo de Castilla Pedro Rodríguez de Campomanes se culpó a los jesuitas de haber sido los instigadores de la revuelta, por lo que el rey Carlos III decretó su expulsión.

## La pragmática
La Pragmática Sanción fue dada por Carlos III en El Pardo el 2 de abril de 1767, con este título o encabezamiento: «Pragmática sanción de su Magestad en fuerza de ley para el estrañamiento de estos Reynos a los Regulares de la Compañía, ocupación de sus Temporalidades, y prohibición de su restablecimiento en tiempo alguno, con las demás prevenciones que expresa». Decía lo siguiente:

Habiéndome conformado con el parecer de los de mi Consejo Real en el Extraordinario que se celebra con motivo de las ocurrencias pasadas, en consulta de 29 de enero próximo, y de lo que sobre ella me han expuesto personas del más elevado carácter; estimulado de gravísimas causas, relativas a la obligación en que me hallo constituido de mantener en subordinación, tranquilidad y justicia mis pueblos, y otras urgentes, justas y necesarias que reservo en mi Real ánimo; usando de la suprema autoridad económica que el Todopoderoso ha depositado en mis manos para la protección de mis vasallos y respeto de mi Corona: he venido en mandar que se extrañen de todos mis dominios de España e Indias, Islas Filipinas y demás adyacentes, a los Religiosos de la Compañía, así Sacerdotes, como Coadjutores o Legos que hayan hecho la primera profesión, y a los Novicios que quisieran seguirles; y que se ocupen todas las Temporalidades de la Compañía en mis Dominios; y para su ejecución uniforme en todos ellos, os doy plena y privativa autoridad; y para que forméis las instrucciones y órdenes necesarias, según lo tenéis entendido y estimaréis para el más efectivo, pronto y tranquilo cumplimiento. Y quiero que no sólo las Justicias y Tribunales Superiores de esos Reinos ejecuten puntualmente vuestros mandatos, sino que los mismos se entiendan con los que dirigiereis a los Virreyes, Presidentes, Audiencias, Gobernadores, Corregidores, Alcaldes Mayores y otras cualesquiera Justicias de aquellos Reinos y Provincias; y que en virtud de sus requerimientos cualesquiera tropa, milicia o paisanaje den el auxilio necesario sin retardo ni tergiversación alguna, so pena de caer el que fuere omiso en mi Real indignación; y en cargo a los Padres Provinciales, Propósitos, Rectores y demás Superiores de la "Compañía de Jesús" se conformen de su parte a lo que se les prevenga, puntualmente, y se les tratará en la ejecución con la mayor decencia, atención, humanidad y asistencia de modo que en todo se proceda a mis soberanas intenciones. Tendréis lo entendido para su exacto cumplimiento, como lo fío de vuestro celo, actividad y amor a mi Real servicio, y daréis para ello las órdenes e instrucciones necesarias, acompañando ejemplares de este mi Real Decreto, a los cuales estando firma de vos, se les dará la misma fe y crédito que al original.
Rubricado por la Real Mano.
En el Pardo a veintisiete de febrero de 1767.
Al Conde de Aranda, Presidente del Consejo.